# Matthew Gotrel
Matthew Gotrel, né le 1er mars 1989, est un rameur britannique.

## Palmarès

### Championnats du monde
- 2014, à Amsterdam ( Pays-Bas)
  -  Médaille d'or en Huit

### Championnats d'Europe
- 2014, à Belgrade ( Serbie)
  -  Médaille de bronze en Huit
- 2015, à Poznań ( Pologne)
  -  Médaille d'argent en Huit